# Hylocharis sapphirina
El zafiro gorgirrojo, zafiro de cola púrpura, zafiro barbirrufo, zafiro gorgirrufo, zafiro gargantirrufo, zafiro de garganta rufa, amazilia gorgirroja, amazilia gorjirroja, picaflor cola castaña, picaflor pechiazul, picaflor de barba castaña o picaflor de cola castaña (Hylocharis sapphirina o Amazilia sapphirina) es una especie de ave apodiforme de la familia Trochilidae que vive en Sudamérica.

## Distribución y hábitat
Su área de distribución se extiende por Argentina, Bolivia, Brasil, Colombia, Ecuador, la Guayana francesa, Guyana, Paraguay, Perú, Surinam y Venezuela.
Se encuentra en bosques, hábitats de sabanas y plantaciones en el centro y norte de América del Sur.